# Pylaisia sericea
Pylaisia sericea là một loài Rêu trong họ Hypnaceae. Loài này được De Not. mô tả khoa học đầu tiên năm 1867.